# Xiang Xiu
Xiang Xiu (chiń. upr. 向秀; chiń. trad. 向秀; pinyin Xiàng Xiù; Wade-Giles Hsiang Hsiu, ur. ok. 223, zm. ok. 300) – chiński filozof konfucjański. Zaliczany do Siedmiu Mędrców z Bambusowego Gaju.
Był zwolennikiem reinterpretacji niektórych elementów konfucjanizmu poprzez wykorzystanie myśli taoistycznej. Próbował połączyć moralność z naturalnością, twierdził przy tym, że konfucjanizm i taoizm są jednością. Podkreślał znaczenie prawości i humanitarności.
Był autorem komentarza do Zhuangzi, prawdopodobnie stanowiącego kanwę dla podobnego dzieła autorstwa Guo Xianga (którego oskarżano wręcz o plagiat z Xiang Xiu). Jego myśl wywarła znaczny wpływ na ukształtowanie się neotaoizmu.